# Церковь Санта-Катерина (Пиза)
Церковь Святой Екатерины Александрийской (итал. La chiesa di Santa Caterina d'Alessandria) — римско-католическая церковь в историческом центре Пизы, Тоскана, Италия. Расположена на площади Санта-Катерина. Памятник истории и культуры.

## История
В 1220 году монах-доминиканец Угуччоне Сардо основал оспедале (приют, больница) с прилегающей церковью в пределах городских стен Пизы. Однако и больница, и церковь упоминались и ранее, в документе 1211 года.
Начиная с 1251 года были проведены важные работы, которые привели к полной реконструкции всего комплекса с появлением более крупной церкви и монастыря. Строительство продолжалось до 1326 года, когда был завершён фасад церкви. В этой церкви также была построена капелла семьи Орланди, знатного и могущественного пизанского рода, однако она была уничтожена после сильного пожара, вспыхнувшего в 1651 году. После этого события в зданиях оспедале и церкви были проведены масштабные реставрационные работы.
После упразднения религиозных орденов по приказу великого герцога Тосканского Пьетро Леопольдо (1748) монастырь был закрыт, а церковь стала приходской.
С 1923 года и до Второй мировой войны церковь подверглась ряду реставраций (включая реставрацию колокольни, целью которых было вернуть ей первоначальный стиль, близкий к готике, а также устранить повреждения, нанесенные во время Второй мировой войны.

## Архитектура и произведения искусства

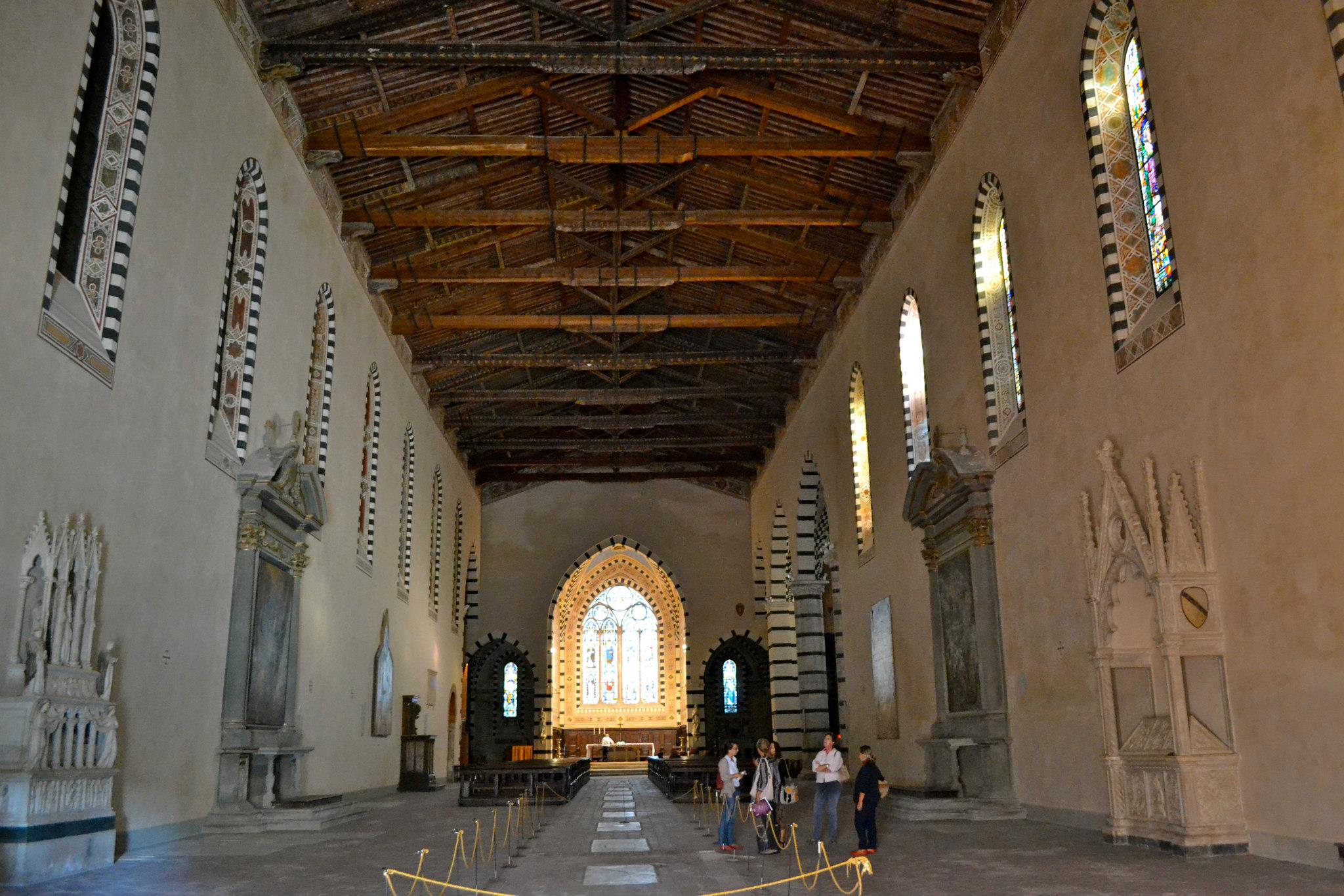
Интерьер церкви

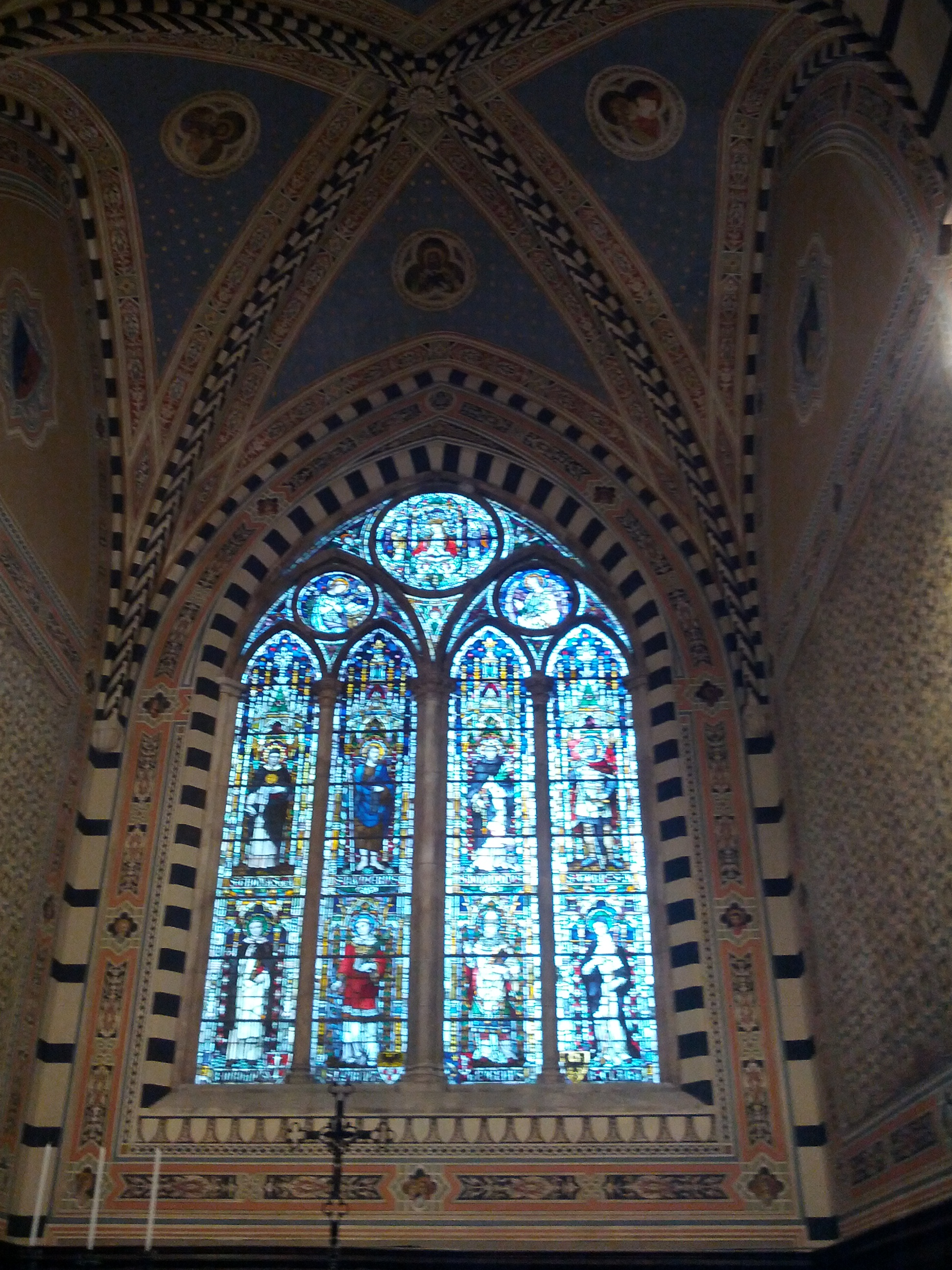
Витраж апсиды

Фасад церкви создан в первые двадцать лет XIV века во времена настоятеля Джакомо Донати. Здание было завершено и полностью отделано мрамором к 1326 году, году смерти настоятеля. Фасад был переделан в период с 1921 по 1927 год. Нижний ярус, тяготеющий к романскому стилю, оформлен тремя глухими полуциркульными арками, поддерживаемыми тонкими колоннами с резными капителями. Внутри центральной арки находится портал с мозаичным люнетом, изображающим Мадонну с Младенцем. Верхняя часть фасада состоит из двойной готической лоджии в романо-пизанском стиле. Она имеет два ряда из четырех небольших арок и в центре окно-розу с солнечными лучами (XX в.), вставленное в раму с 22 бюстами святых. Фасад венчает простой кованый крест.
Слева от церкви находится колокольня, приписываемая Джованни ди Симоне. Колокольня завершается пирамидальным шатром. Далее находится здание доминиканского монастыря, восстановленного после пожара 1651 года на фундаменте предыдущей постройки. За ним большой сад.
Церковь имеет план в виде латинского креста с одним нефом, перекрытым деревянными фермами, трансептом и пятью концевыми капеллами, центральная из которых является самой большой. Три небольших стрельчатых окна выходят на контрфасад, шесть больших окон имеются на правой стене и девять на левой.
Вдоль нефа расположены четыре боковых алтаря XVII века из серого известняка «пьетра серена». В церкви имеются процессионная (выносная) икона с образом Мадонны с Младенцем (первый алтарь справа), картины Рафаэлло Ванни «Святая Екатерина Сиенская, получающая стигматы» (первый алтарь слева, XVII в.), Пьетро Дандини «Проповедь святого Винсента Феррера» (второй алтарь слева), написанная в XVII веке, и «Святой Раймонд, воскрешающий мертвеца» (второй алтарь справа), работа Чезаре Варчези, также написана в XVII веке.
В нефе также можно увидеть погребальный памятник архиепископу Симоне Сальтарелли (1343—1347), созданный Андреа Пизано при участии его сына Нино Пизано, расположенный на левой стене, и погребальный памятник Герардо ди Бартоломео работы Симоне Компаньо (около 1419). Далее, слева и справа соответственно, находятся «Слава Святого Фомы», недавно приписываемая Липпо Мемми, хотя долгое время ее приписывали Франческо Траини (около 1340), и «Мученичество Святой Екатерины Александрийской» Аурелио Ломи (1653).
Перед трансептом, на правой стене нефа, находится боковая капелла с двумя пролётами и цилиндрическим сводом, которая является единственной частью пристройки к церкви с тремя нефами первой половины XIV века, но так и не завершенной. К нефу, в Капелле павших, примыкает надгробный памятник семье Паллавичини (1307), вначале находившийся за пределами церкви.
На дальней стене расположены пять капелл. В первой капелле справа находится алтарь Святых Даров. Во втором зале находится мраморный рельеф работы Маттео Чивитали с изображением Мадонны между святыми Иеронимом и Домиником (XV в.). Главная капелла в апсиде церкви вмещает главный алтарь, под которым находится гробница блаженного фра Джордано ди Ривальто (XIV в.). Ранее в алтаре находился полиптих Святой Екатерины Александрийской работы Симоне Мартини, который был передан в Музей Сан-Маттео. В первой капелле слева находится Распятие XIV века.
У основания триумфальной арки установлена скульптурная группа «Благовещение» (1368) работы Нино Пизано.
Орган расположен в правом рукаве трансепта, построен компанией Balbiani в 1911 году для собора и перенесен на нынешнее место в 1987 году.

## Галерея

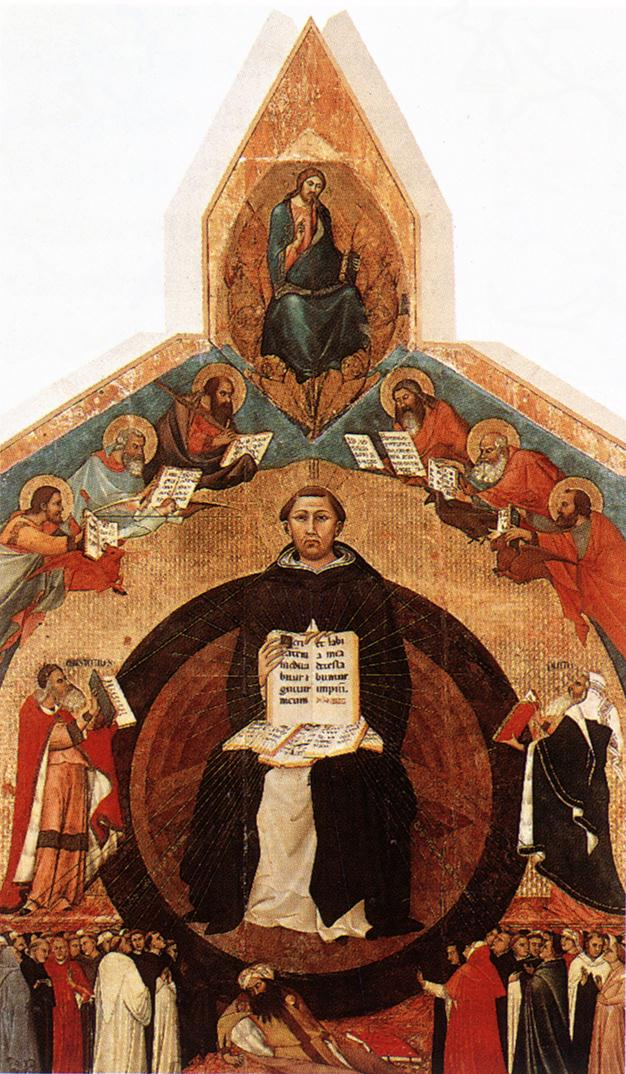
Липпо Мемми. Триумф Фомы Аквинского. Ок. 1340. Дерево, темпера
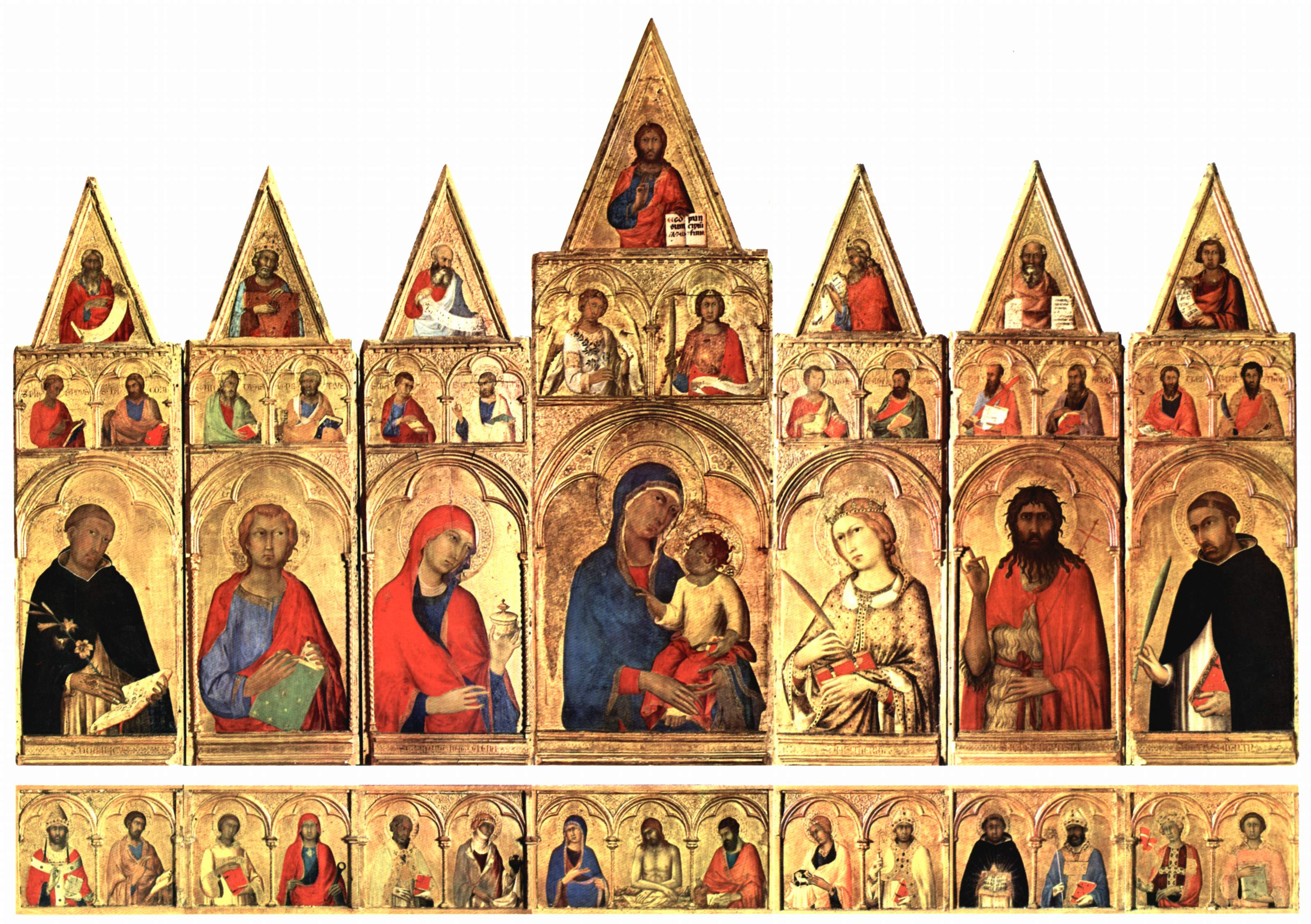
Симоне Мартини. Полиптих Святой Екатерины Александрийской. 1319. Дерево, темпера. Музей Сан-Маттео, Пиза
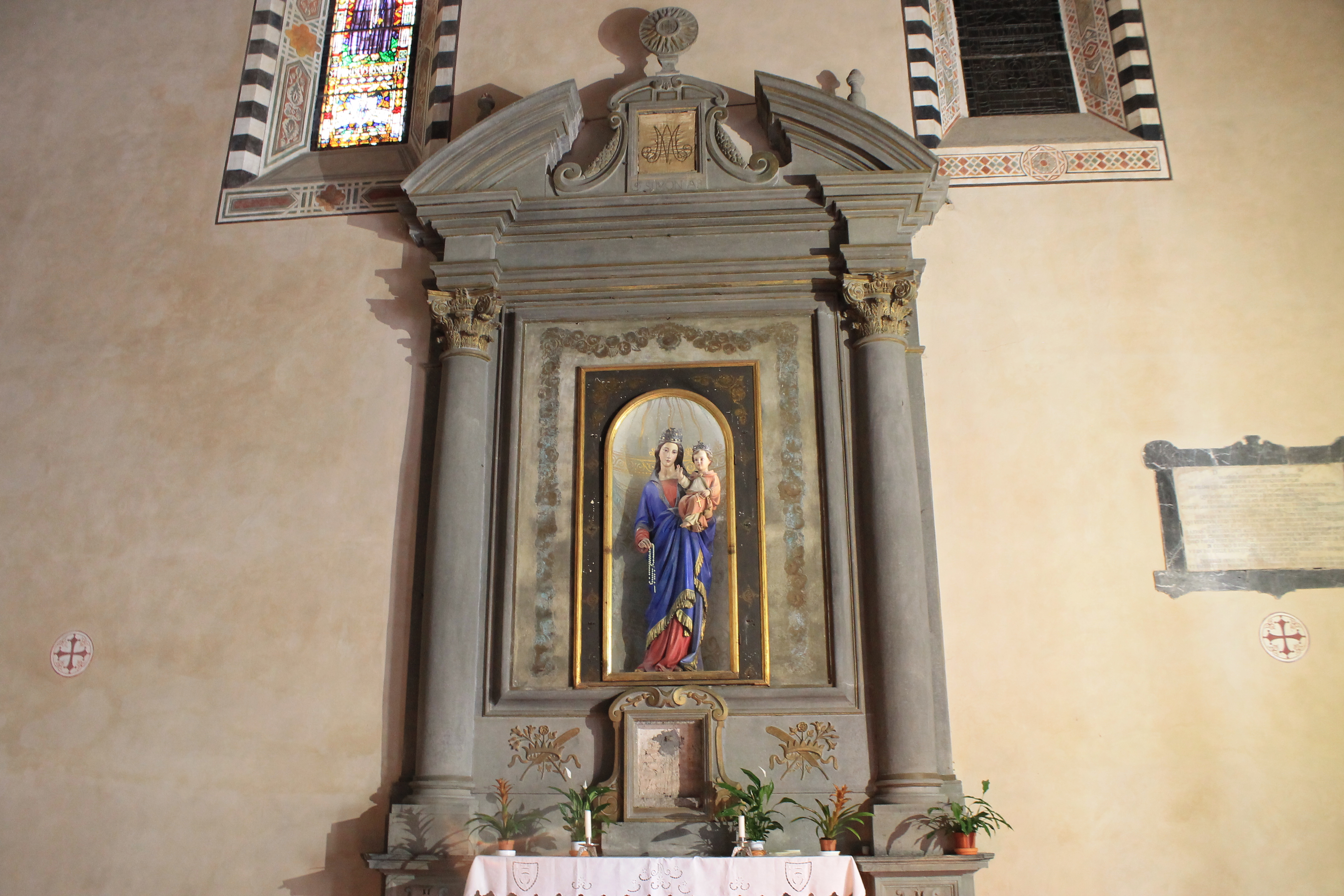
Табернакль. Мадонна с Младенцем
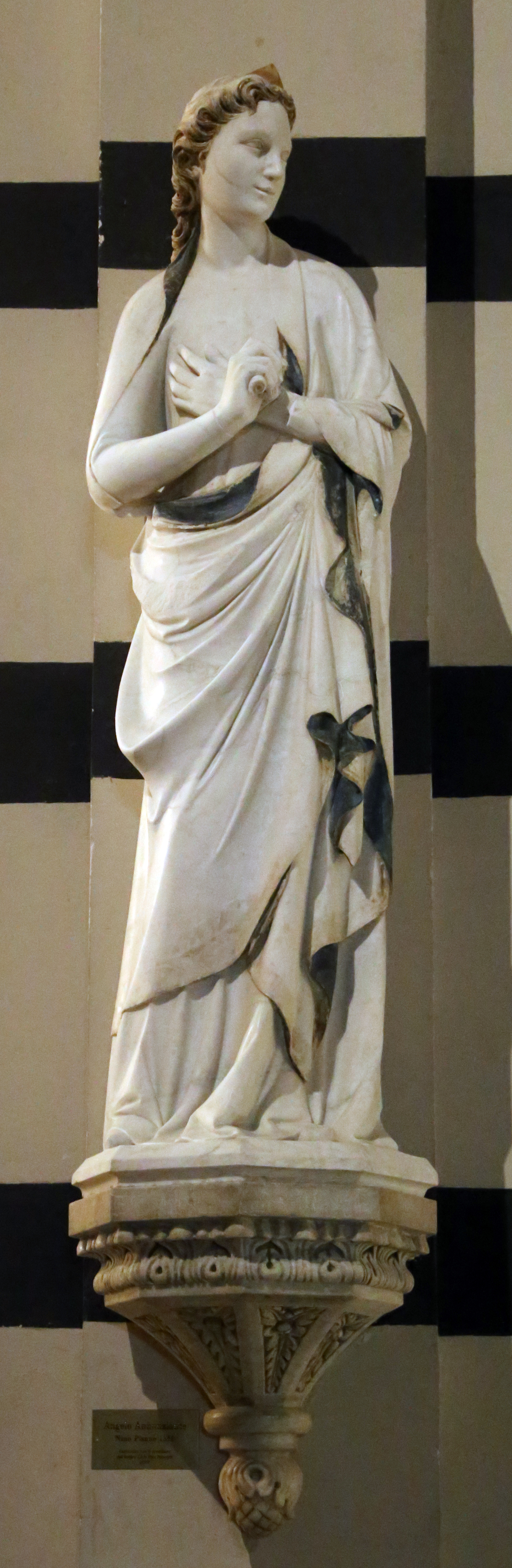
Нино Пизано. Ангел из группы Благовещения. 1368. Мрамор
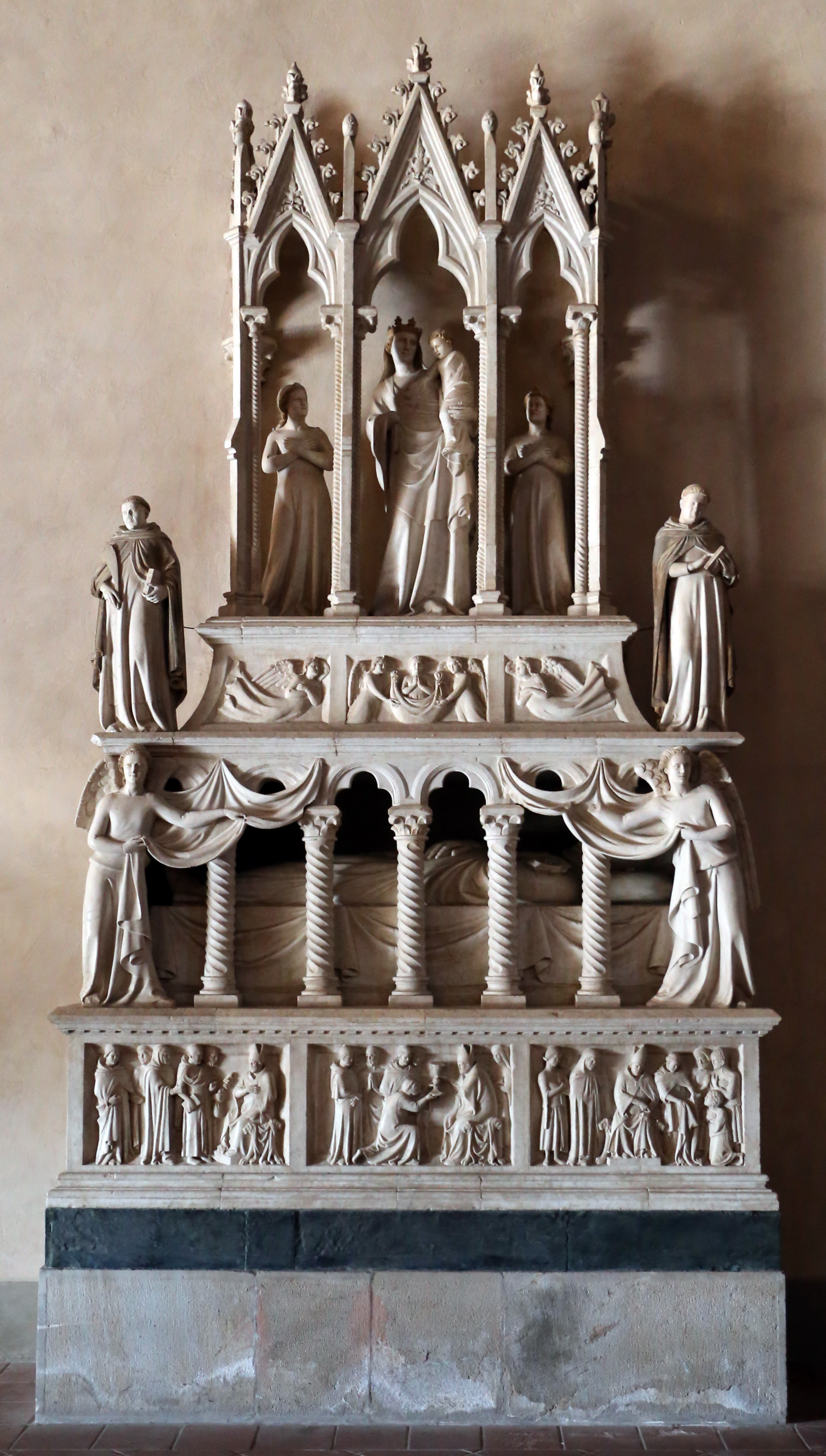
Андреа и Нино Пизано. Надгробие архиепископа Симоне Сальтарелли. 1342. Мрамор
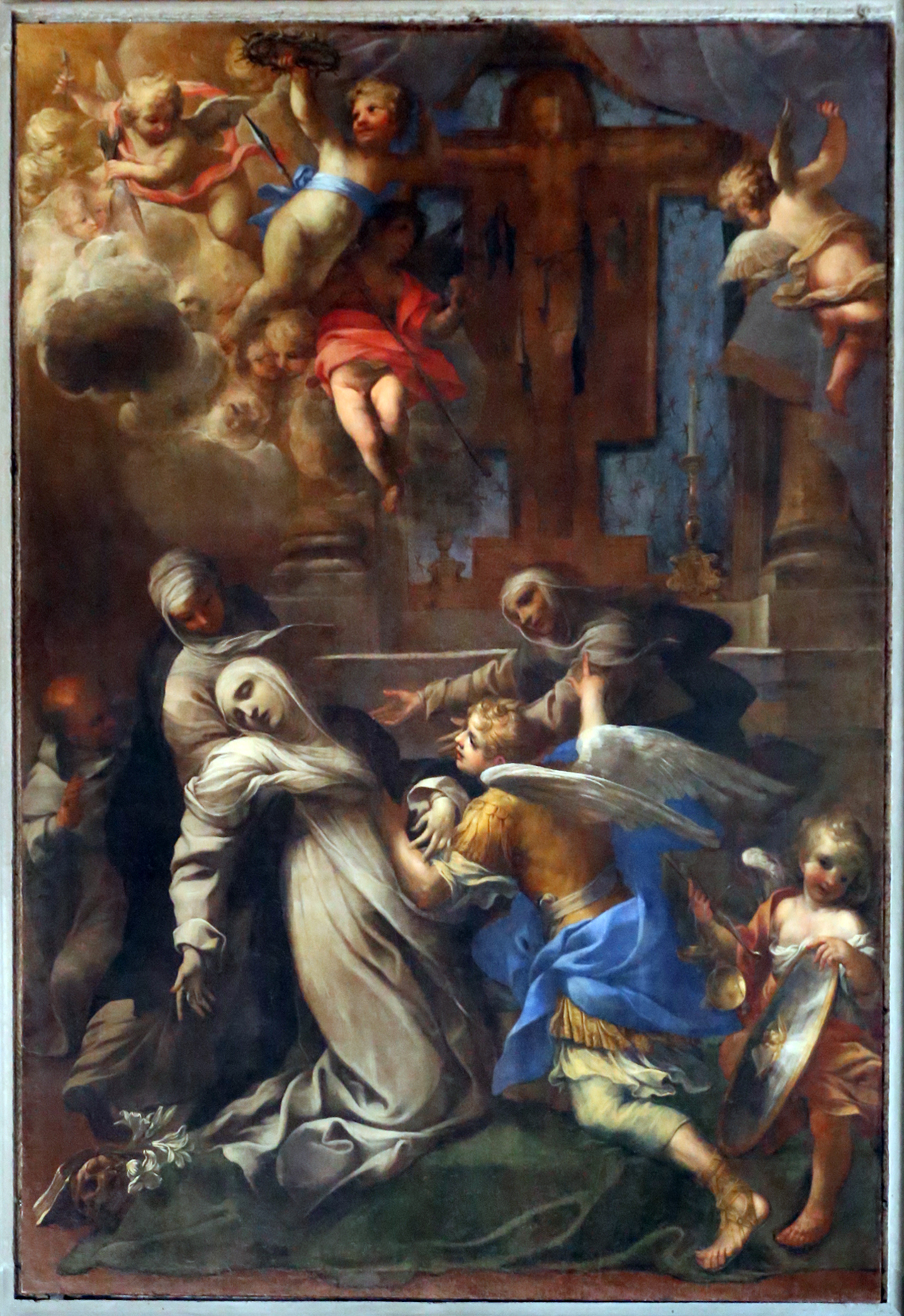
Рафаэлло Ванни. Святая Екатерина Сиенская, получающая стигматы. 1655. Холст, масло
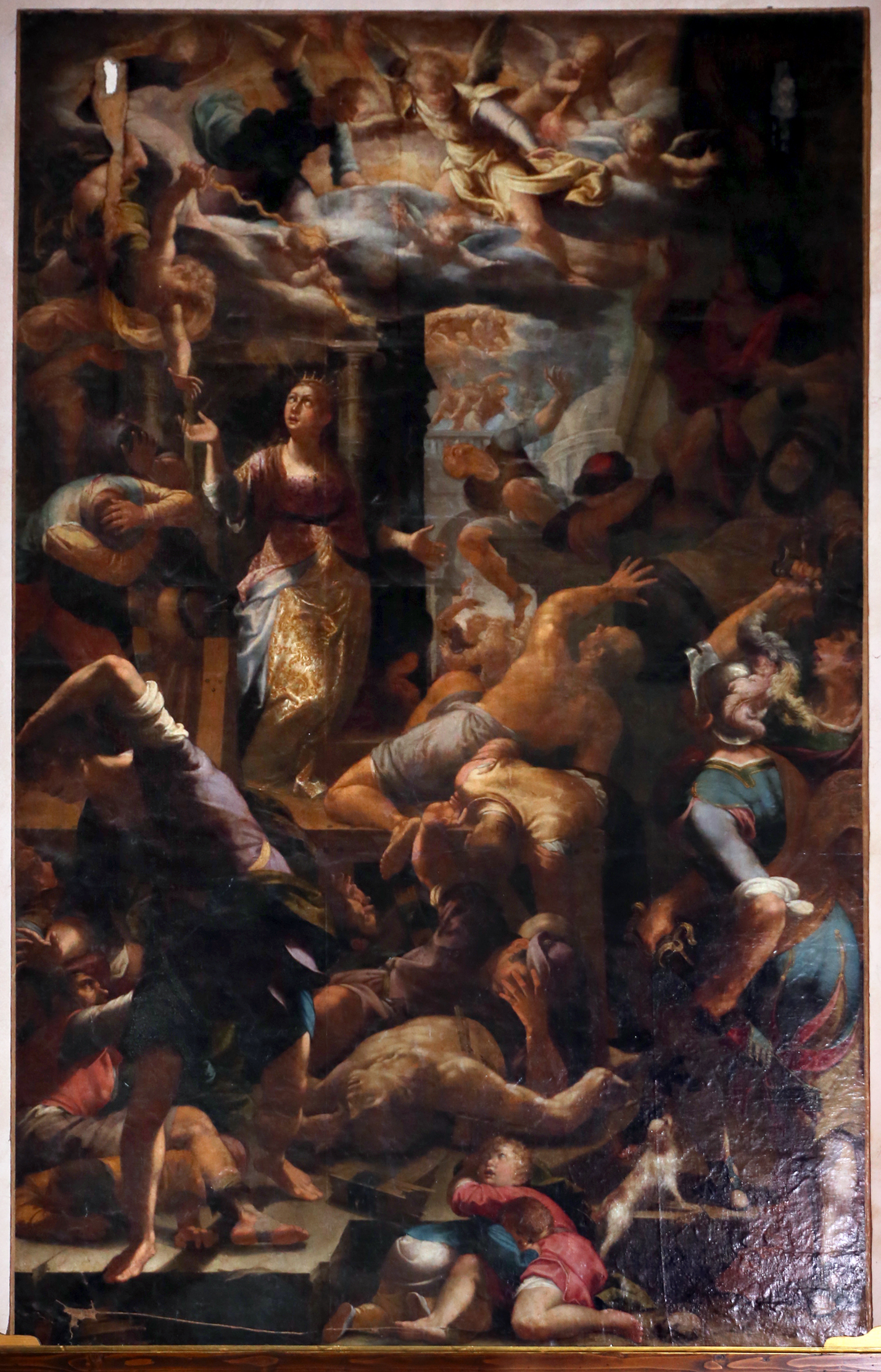
Аурелио Ломи. Мученичество Святой Екатерины Александрийской. 1653. Холст, масло
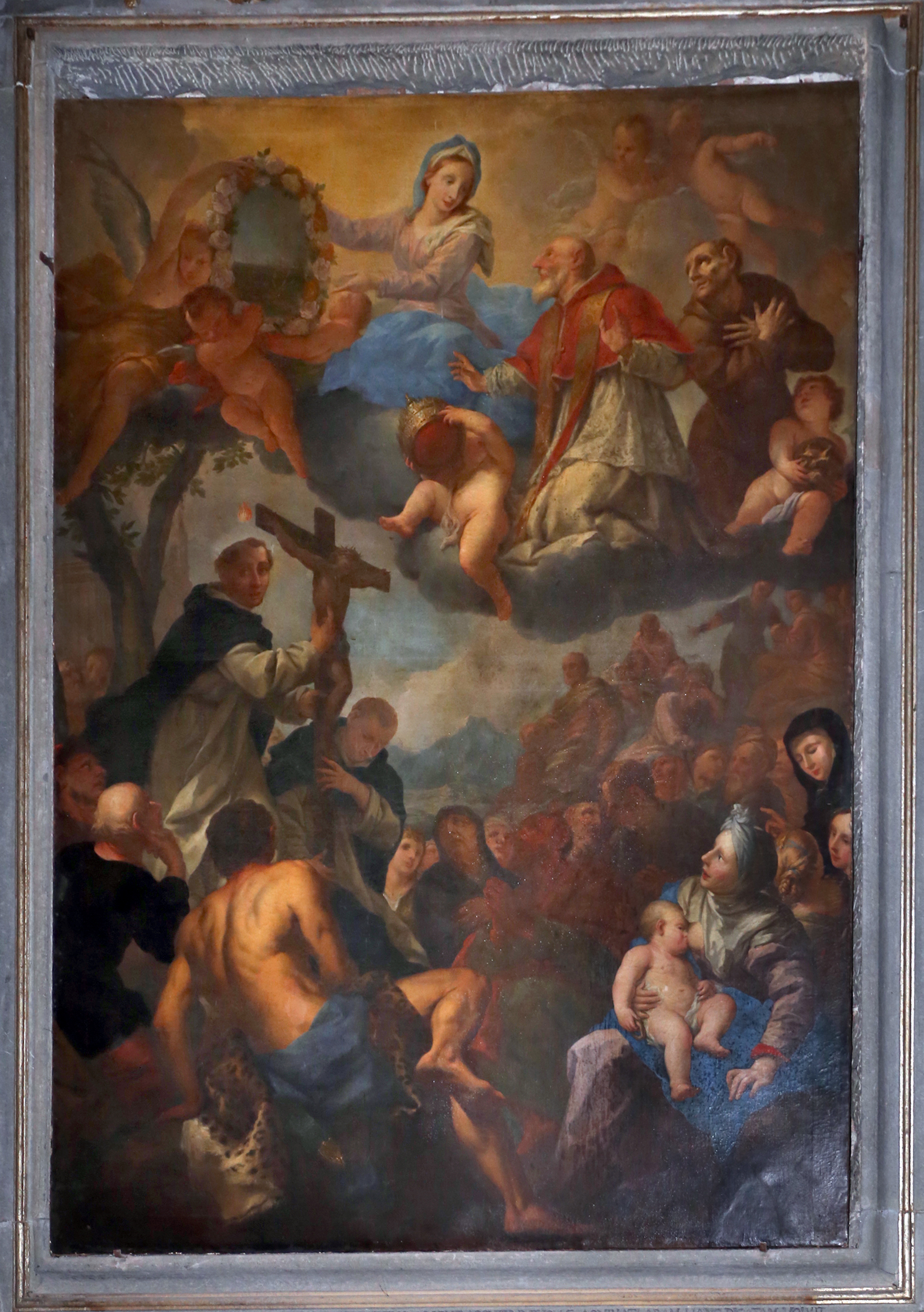
Пьетро Дандини. Проповедь святого Винсента Феррера